# Pellegrino di Giovanni

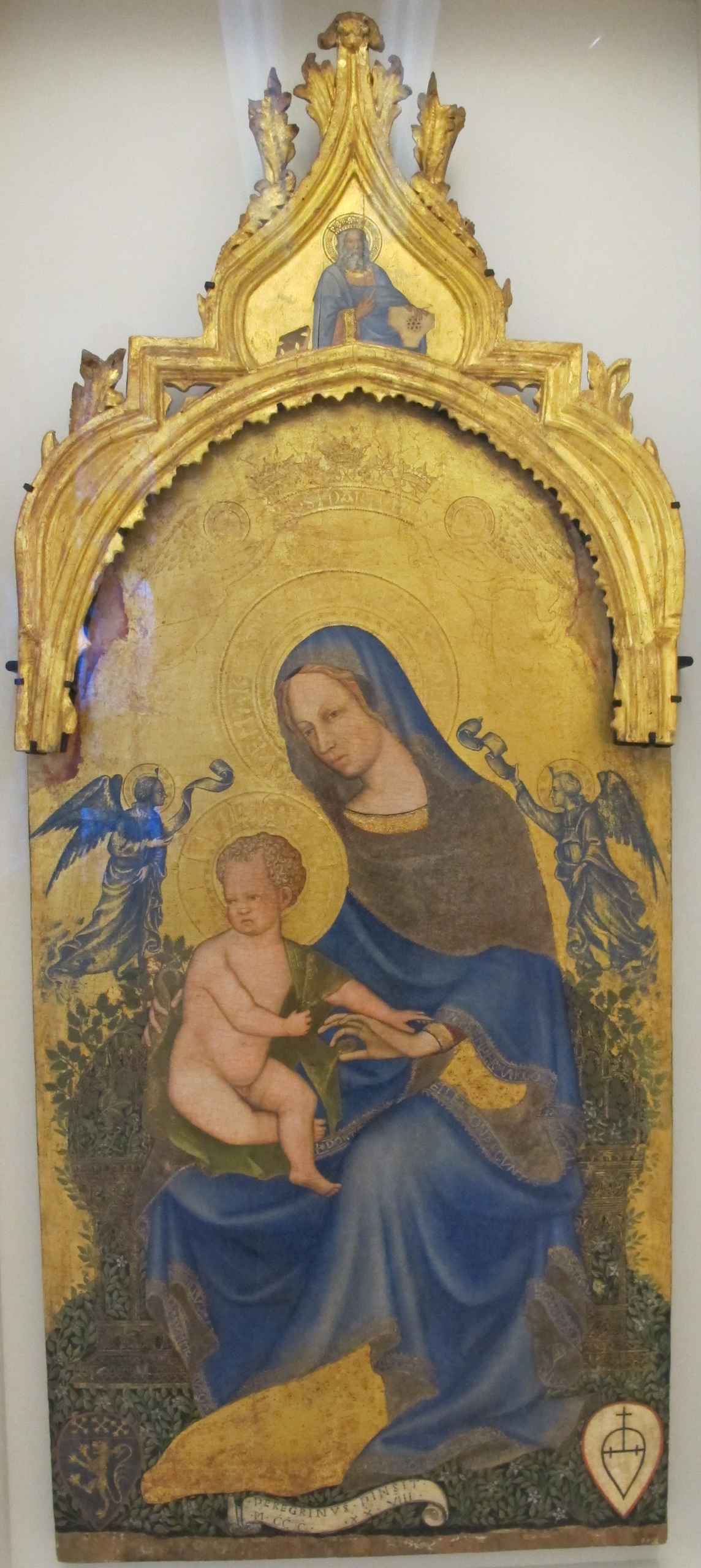
Vergine e bambino con due angeli di Pellegrino di Giovanni, 1428

Pellegrino di Giovanni noto anche come Pellegrino di Giovanni di Antonio (Perugia, ... – 1435) è stato un pittore italiano.

## Biografia
Pellegrino di Giovanni di Antonio nacque a Perugia verso la fine del XIV secolo, dove è noto aver lavorato sia in città sia nel circondario. Divenne tesoriere della locale corporazione dei pittori nel 1428. Fu considerato uno dei principali pittori di Perugia durante questo periodo, ed eseguì commissioni per il ricco mercante Nicola di Giovanni di Benedetto di Giovanni. Dopo la sua morte, avvenuta  nel 1435, la sua bottega passò al suo allievo Mariano d'Antonio.

## Opere
- San Michele nel Museo di Belle Arti di Boston (attribuito)
- Vergine col Bambino con angeli nel Victoria and Albert Museum (attribuito)
- dipinto (1427) per la Chiesa di San Francesco del Prato (perso)
- opera commissionata dall'Ospedale di Santa Maria della Misericordia nel 1434 (smarrita)
- dipinto (1435) per Giovanni di Martino Bontempi per la Cappella degli Angeli di San Domenico (perso)